# Ctenomys leucodon
El tuco-tuco de dientes blancos (Ctenomys leucodon) es una especie de roedor del género Ctenomys de la familia Ctenomyidae. Habita en el centro-oeste de Sudamérica.

## Taxonomía
Descripción original
Esta especie de roedor fosorial fue descrita originalmente en el año 1848 por el zoólogo y naturalista inglés George Robert Waterhouse.
Localidad tipo
La localidad tipo referida es: “San Andrés de Machaca, en las coordenadas: 16°44′S 69°01′W y en altitud de 4000 msnm, al sur del lago Titicaca, departamento La Paz, Bolivia”.
Etimología
Etimológicamente, el término específico leucodon se construye con dos palabras en idioma griego, en donde leuco (λευκός) significa ‘blanco’  y odón (ὀδών) se traduce como ‘diente’, es decir: ‘dientes blancos’.
Caracterización y relaciones filogenéticas
En 1916, el mastozoólogo británico Michael Rogers Oldfield Thomas la designó como especie tipo de un nuevo subgénero creado por él: Haptomys.
Es un tucotuco monotípico, de tamaño mediano, con longitud del cuerpo más cabeza entre 200 y 278 mm y de cola entre 79 y 85 mm. El cariotipo es 2n = 36; FN = 68.

## Distribución geográfica y hábitat
Esta especie de roedor es endémica de áreas altiplánicas al sur del lago Titicaca en el sudoeste de Bolivia y el sudeste del Perú. Se extiende desde la ciudad de La Paz (en el departamento homónimo) hasta el sur de Puno.

## Conservación
Según la organización internacional dedicada a la conservación de los recursos naturales Unión Internacional para la Conservación de la Naturaleza (IUCN), al no poseer mayores peligros, la clasificó como una especie bajo “preocupación menor” en su obra: Lista Roja de Especies Amenazadas.